# Háj ve Slezsku
Háj ve Slezsku é uma comuna checa localizada na região de Morávia-Silésia, distrito de Opava.